# Guigang

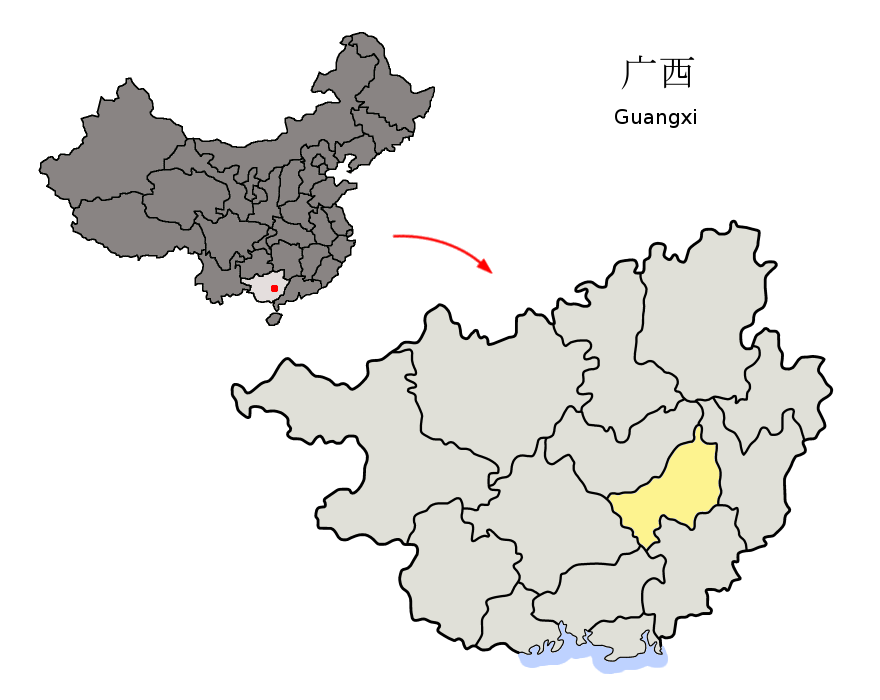
Lage Guigangs (gelb)

Guigang (chinesisch 贵港市, Pinyin Guìgǎng Shì; Zhuang Gveigangj Si) ist eine Stadt des Autonomen Gebiets Guangxi der Zhuang-Nationalität, Volksrepublik China. Ihr Verwaltungsgebiet hat auf einer Fläche von 10.600 Quadratkilometern 4.316.262 Einwohner (Stand: Zensus 2020) und die Stadt selbst 1.650.000 Einwohner (Stand: 1999).

## Administrative Gliederung
Die bezirksfreie Stadt Guigang setzt sich auf Kreisebene aus drei Stadtbezirken, einer Stadt und einem Kreis zusammen. Diese sind:
- Stadtbezirk Gangbei – 港北区 Gǎngběi Qū;
- Stadtbezirk Gangnan – 港南区 Gǎngnán Qū;
- Stadtbezirk Qintang – 覃塘区 Qíntáng Qū;
- Stadt Guiping – 桂平市 Guìpíng Shì;
- Kreis Pingnan – 平南县 Píngnán Xiàn.